# Vincamona
Vincamona es uno de los alcaloides de la vinca y un metabolito de vincamina con la fórmula química C19H22N2O.